# امیرحسین منظمی
امیر حسین منظمی بازیکن و مربی سابق تیم ملی والیبال ایران است. او یکی از لژیونرهای والیبال ایران است و سابقه بازی در تیم‌های ذوب آهن اصفهان، صنام تهران، پیکان تهران، سایپا تهران، العربی قطر و لوک لوزان سوئیس را در کارنامه خود دارد. همچنین او سابقه عضویت در کمیسیون ورزشکاران کمیته ملی المپیک ایران و سابقه مدیریت تیم‌های ملی والیبال را نیز در کارنامه خود داشته‌است. منظمی در سال ۱۳۸۳ از تیم ملی والیبال ایران خداحافظی کرد. او مدیریت تیم‌های ملی و سرپرستی دبیرکلی فدراسیون والیبال ایران را بر عهده داشته و عضو هیئت علمی دانشگاه تربیت دبیر شهید رجایی است.

## دست‌آوردها
- سرپرست دبیرکل فدراسیون والیبال ایران (۱۳۹۷)

### بازیکن
- مدال نقره بازیهای آسیایی بوسان ۲۰۰۲ کره جنوبی
- مدال برنز مسابقات قهرمانی والیبال آسیا ۲۰۰۳ چین
- ۱ مدال طلا و ۲ نقره قهرمانی باشگاه‌های آسیا
- ۵ دوره قهرمانی سوپر لیگ والیبال ایران (قهرمانی لیگ سال ۱۳۸۰ والیبال کشور به همراه تیم صنام تهران[۱])
- مدال طلا جام شیخ راشد امارات ۱۳۸۳
- مدال نقره جام شیخ راشد امارات ۱۳۷۶
- مدال نقره جام بین‌المللی دهه فجر ایران ۱۳۸۱
- مدال برنز جام بوگانیکف مسکو روسیه ۱۳۷۳
- بهترین بازیکن جام شیخ راشید امارات ۱۳۸۳

### مربی
- مدال طلا قهرمانی نوجوانان آسیا ۱۳۸۵
- قهرمانی تیم ملی دانشجویان کشور ۱۳۹۶